# Matsiranna
Matsiranna is een plaats in de Estlandse gemeente Saaremaa, provincie Saaremaa. De plaats heeft de status van dorp (Estisch: küla) en telde in 2011 nog maar één inwoner. In 2018 was het aantal inwoners ‘< 4’, in 2021 nog steeds.
Tot in oktober 2017 lag Matsiranna in de gemeente Pihtla. In die maand werd Pihtla bij de fusiegemeente Saaremaa gevoegd.
Matsiranna ligt aan de rivier Lõve en aan het meer Oessaare laht (1,3 km² groot), dat een restant is van een baai. Aan de overkant van de rivier ligt Väljaküla. Het zuidelijk deel van het dorp ligt in het natuurreservaat Laidevahe looduskaitseala (24,4 km²), waarin ook het Oessaare laht ligt.

## Geschiedenis
Matsiranna werd in 1855 voor het eerst vermeld in een Russischtalig document als Матсирандъ (Matsirand), een dorp op het landgoed van Sandla. Tussen 1977 en 1997 maakte het dorp deel uit van het buurdorp Kangrusselja.